# В. И. Рагозин и К°
Товарищество производства минеральных масел под фирмой «В. И. Рагозин и К°» зарегистрировано в Москве в 1880 году.
Учредителем фирмы был русский общественный деятель, предприниматель, купец 1-й гильдии, один из основоположников российской нефтяной отрасли, почётный инженер-технолог, владелец Константиновского (Ярославская губерния) и Балахнинского (Нижегородская губерния) нефтеперерабатывающих заводов Виктор Иванович Рагозин. Членом правления Товарищества стал известный палеонтолог Владимир Ковалевский. Заводы Товарищества Рагозина по праву считались одними из самых передовых по применяемым технологиям, они производили нефтяные смазочные масла (веретённое, машинное, вагонное зимнее и вагонное летнее) и полупродукты глубокой переработки нефти (бензол, толуол, ксилолы, антрацен), или как их называют сегодня тяжелые продукты нефтехимии.
Товарищество «В. И. Рагозин и К°» имело лаборатории в Москве, Париже и Лондоне, где специалисты-химики проводили опыты с продуктами глубокой переработки нефти.
Нефтяные смазочные масла Товарищества «В. И. Рагозин и К°» неоднократно завоёвывали высокие награды: на выставках в Париже (1889 г.) и Антверпене (1885 г.), в Ливерпуле и Брюсселе (1880 г.), в Риме (1881 г.), в Ницце (1883 г.). Своеобразной наградой — правом пользоваться изображением российского государственного герба — была отмечена продукция Товарищества на всероссийских выставках.